# Ingenieurskantoor voor Scheepsbouw
La Ingenieurskantoor voor Scheepsbouw ("Ufficio d'ingegneria per le costruzioni navali" in lingua olandese, abbreviato in IvS o  InKaVos) fu una azienda olandese con sede a L'Aia specializzata in costruzioni navali, creata da una joint venture tra alcuni dei principali costruttori navali tedeschi del periodo: la AG Vulcan, la Germaniawerft e la AG Weser.
Benché nominalmente olandese e impegnata in costruzioni navali a favore di nazioni estere, la IvS era stata in realtà costituita per preservare il patrimonio di conoscenze in fatto di costruzioni di unità sommergibili accumulato dalla Germania durante la prima guerra mondiale, che il trattato di Versailles tentava di cancellare; la IvS ricevette segretamente fondi da parte della Reichsmarine, impegnandosi a studiare e portare avanti progetti di battelli subacquei e ad ammassare componenti e conoscenze in materia, a vantaggio della ricostruzione della flotta tedesca e in violazione delle clausole di Versailles.
L'azienda cessò le attività nel 1933, quando con l'avvento al potere di Adolf Hitler la Germania rigettò le clausole di Versailles e riprese apertamente la progettazione dei propri sommergibili.

## Storia

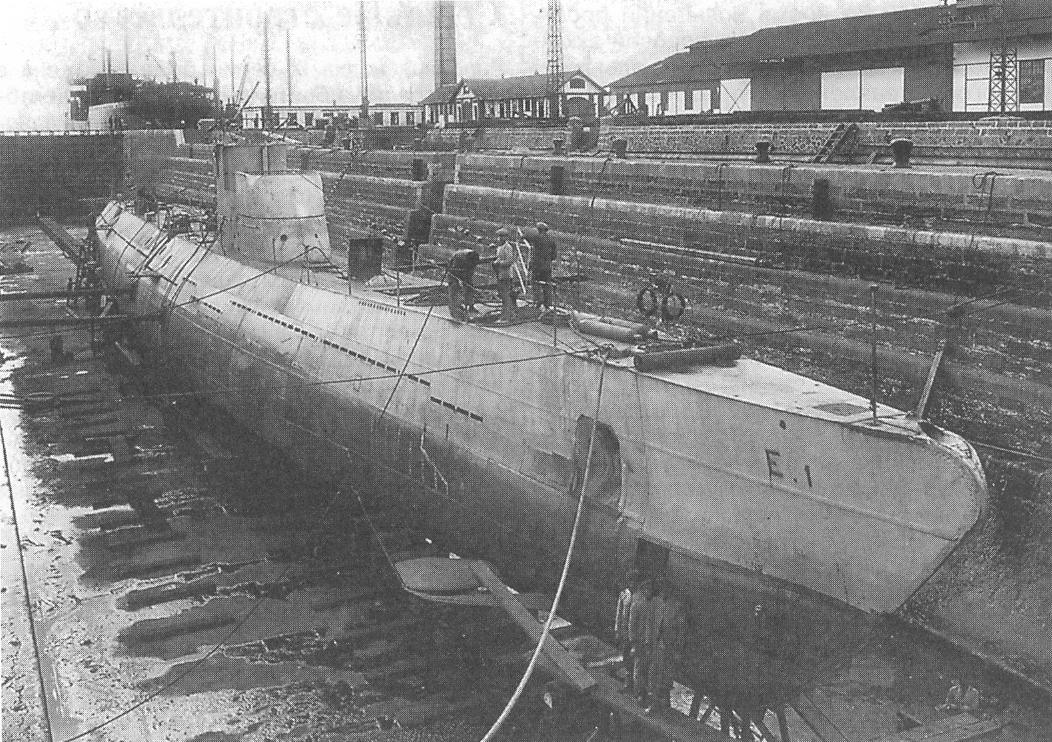
Il sommergibile spagnolo E 1 della IvS, poi venduto alla Turchia come Gür

Alla conclusione della prima guerra mondiale, il trattato di Versailles impose condizioni molto punitive alla sconfitta Germania onde impedirle di ricostruire un credibile strumento militare offensivo; in materia di guerra navale, tra le altre clausole fu imposto alla Marina militare tedesca di consegnare agli Alleati tutti i sommergibili costruiti o in costruzione fino a quel momento, che tanti problemi avevano causato alle marine alleate nel corso della battaglia dell'Atlantico, e fu vietato alla Germania di progettare, costruire o acquistare all'estero nuovi battelli subacquei di qualsiasi tipo.
Grazie all'esperienza accumulata nel corso della guerra, le aziende navali della Germania erano all'avanguardia nella costruzione di battelli subacquei, e forte era l'interesse da parte di nazioni estere per i progetti tedeschi; per aggirare i divieti imposti dal trattato di Versailles, nel luglio 1922 fu fondata a L'Aia nei neutrali Paesi Bassi la società Ingenieurskantoor voor Scheepsbouw (IvS), con un capitale nominale di 12.000 fiorini fornito in egual misura dalle ditte tedesche AG Vulcan di Stettino, Germaniawerft di Kiel e AG Weser di Brema (le ultime due parte del più ampio gruppo Krupp). Lo scopo della IvS era la realizzazione di costruzioni navali, in special modo sommergibili, a favore di nazioni estere, con l'utile conseguenza di preservare il patrimonio di conoscenze ingegneristiche accumulato dai costruttori navali tedeschi durante la prima guerra mondiale; il primo direttore tecnico fu il dottor Techel mentre il direttore commerciale fu Ulrich Blum, un ex comandante di U-boot della prima guerra mondiale.
La nuova Marina militare tedesca (Reichsmarine), impegnata in vari progetti di riarmo all'interno delle strette clausole imposte da Versailles, vide con favore la nascita della IvS, stabilendo subito solide benché segrete relazioni e sostenendone le attività in vario modo: il comando della Marina, ad esempio, fece pressioni sulla Blohm und Voss, azienda tedesca non parte della joint venture che sosteneva la IvS, perché fornisse componenti e propulsori navali a vantaggio delle costruzioni della ditta olandese. Poiché i tre costruttori navali tedeschi fondatori della IvS non avevano le risorse per sovvenzionare un'espansione delle attività della ditta, fu la Reichsmarine a fornire un'ampia fetta dei capitali tramite il sistema di fondi neri messo in piedi dal capitano Walter Lohmann, facendo della Marina tedesca il quarto azionista dell'azienda olandese; il tenente Hans Schottky, un altro veterano degli U-boot della prima guerra mondiale, fu incaricato di mantenere i contatti tra la IvS e la Reichsmarine.

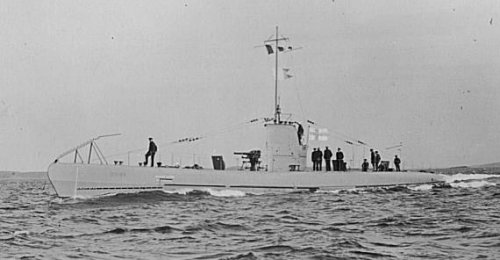
Il sommergibile Vetehinen, costruito dalla Finlandia su progetto della IvS

Varie nazioni erano interessate ai progetti della IvS: contatti con i governi di Argentina e Italia non approdarono a niente, mentre una commessa per quattordici sommergibili avanzata dalla Spagna nel 1922 si concluse nel 1925 con un nulla di fatto; dopo nuovi falliti contatti con l'Estonia, la IvS ottenne infine una commessa da parte della Turchia per due sommergibili di media stazza basati sul progetto degli U-Boot Tipo UB III dell'epoca della prima guerra mondiale già offerti alla Spagna. I due battelli (Birinci Inönü e Ikinci Inönü) furono completati nel marzo 1927 ma consegnati ai turchi l'anno dopo, dopo estese prove in mare da parte di personale tecnico tedesco composto in massima parte da ex-sommergibilisti della Marina, un'utile fonte di addestramento specialistico per la Reichsmarine.
Nel 1926 la Finlandia commissionò alla IvS il progetto di una classe di tre sommergibili posamine da 500 tonnellate di dislocamento, da realizzare nei cantieri finlandesi della Crichton-Vulcan di Turku sotto la supervisione dei tecnici tedeschi: i tre battelli, che andarono a costituire la classe Vetehinen, erano una versione migliorata degli U-Boot Tipo UC III della Marina imperiale tedesca; una nuova commessa finlandese per un battello posamine di piccola stazza da impiegare nel Lago Ladoga portò poi all'avvio della realizzazione del sommergibile Saukko nel 1928. Nuovi negoziati con il governo spagnolo tra il 1926 e il 1929 portarono alla progettazione di un battello subacqueo da 650 tonnellate, basato sul progetto dello sperimentale sommergibile tedesco UG del 1918; l'instaurazione della Seconda repubblica spagnola nel 1931 portò a una cancellazione dell'ordine e il battello, nel frattempo costruito nei cantieri olandesi con la designazione di E 1, fu infine venduto alla Turchia nel gennaio 1935 assumendo il nome di Gür. Il progetto del Gür fu poi alla base della realizzazione della classe di sommergibili oceanici U-Boot Tipo I, commissionata dalla Reichsmarine nel 1934.

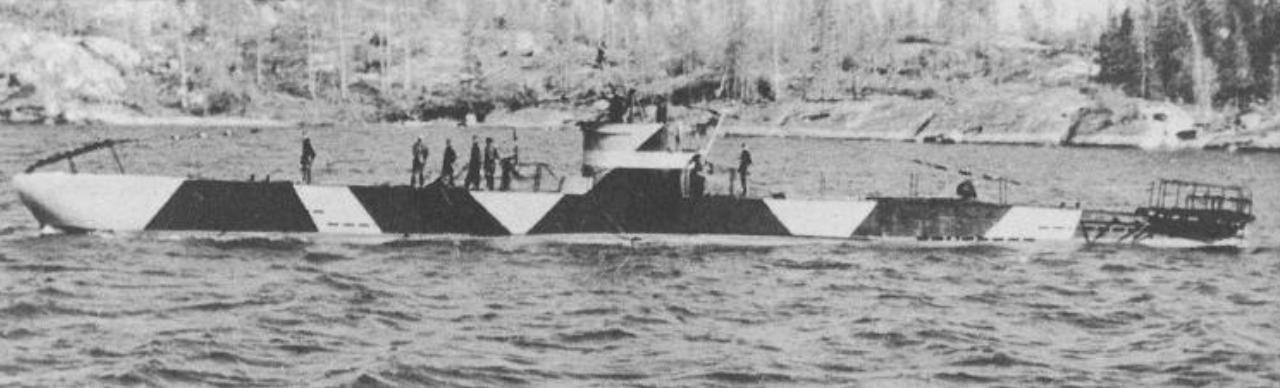
Il sommergibile finlandese Vesikko, un altro progetto della IvS

Nel 1930 la Finlandia commissionò alla IvS il progetto di un nuovo battello da 250 tonnellate da realizzarsi nei cantieri della Crichton-Vulcan; la commessa fu sfruttata dalla Reichsmarine come una nuova occasione di addestramento per il suo personale nel campo dei battelli subacquei: l'unità, inizialmente designata come CV 707, fu completata nel 1933 e poi intensamente impiegata, con la connivenza delle autorità di Helsinki, per l'addestramento dei sommergibilisti tedeschi prima di essere infine acquistata dalla Marina finlandese nel 1936 assumendo il nome di Vesikko. Il progetto del battello fu impiegato dalla IvS per progettare una nuova classe di sommergibili per la Marina tedesca (U-Boot Tipo II), piccoli battelli costieri realizzati in parti prefabbricate che potevano essere rapidamente assemblate.
Nel 1930 la Svezia commissionò alla IvS il progetto per una classe di tre sommergibili posamine da 540 tonnellate: le tre unità, realizzate poi in cantieri svedesi, andarono a costituire la classe Delfinen. La IvS avviò anche nei primi anni 1930 una collaborazione con l'Unione Sovietica circa la realizzazione di un battello da 800 tonnellate basato su una versione modificata del Gür turco: il progetto portò poi alla costruzione nel 1934 di tre unità nei cantieri di Leningrado, impiegate come prototipi per la successiva classe S. Le attività della IvS cessarono poi alla fine del 1933, quando l'avvento al potere di Hitler portò la Germania a perseguire più apertamente i propri programmi di armamento rigettando le clausole di Versailles.